# Crossnore
Crossnore est une ville américaine située dans le comté d'Avery en Caroline du Nord. Au recensement de 2010, sa population était de 192 habitants.

## Source de la traduction
- (en) Cet article est partiellement ou en totalité issu de l’article de Wikipédia en anglais intitulé « Crossnore, North Carolina » (voir la liste des auteurs).